# إيرو كورتي
إيرو كورتي (بالفنلندية: Eero Korte)‏ هو لاعب كرة قدم فنلندي في مركز الوسط، ولد في 20 سبتمبر 1987 في Orimattila ‏ في فنلندا. شارك مع منتخب فنلندا تحت 19 سنة لكرة القدم. أما مع النوادي، فقد لعب مع نادي لاهتي ونادي يوفاسكولا.